# Квемо-Кеди
Квемо-Кеди (груз. ქვემო ქედი) — село в Грузии. Находится в Дедоплисцкаройском муниципалитете края Кахетия. Является центром сельского сакребуло. Расположено на Ширакской равнине, на высоте 700 метров над уровнем моря. Расстояние до Дедоплис-Цкаро — 41 км.
По результатам переписи 2014 года в селе проживало 1153 человек, из них большинство грузины. Основной доход населения — сельское хозяйство (бахчевые, виноград и зерновые).